# Rijksbeschermd gezicht Plaat - Diependal
Het rijksbeschermd gezicht Plaat - Diependal is een van rijkswege beschermd dorpsgezicht in de buurtschappen Plaat en Diependal nabij het dorp Epen in de Nederlands-Limburgse gemeente Gulpen-Wittem.

## Beschrijving gebied
Het beschermde dorpsgezicht omvat de bebouwing rondom het noordelijk deel van de Terzieterweg en aan een aftakking hiervan, de Diependalseweg. Aan de noordzijde vormt het meest westelijke
huis van de buurtschap Terpoorten de begrenzing, een huis dat met zijn vakwerkgevels een markant punt vormt in de bocht van de weg, die hier afdaalt naar de Geul. Nabij de splitsing ligt aan de stijgende Terzieterweg het monumentale Eperhuis of Dorpshof, gevolgd door de kleinere hoeve Wolfskuil en de rest van de buurtschap Plaat. Ten zuidwesten hiervan strekt zich het gehucht Diependal uit in een vallei tussen de lagere heuvels langs de Terzieterbeek en de hoge hellingen van het Bovenste Bosch.
Het Eperhuis bestaat uit een hoefijzervormig complex met een classicistisch woonhuis van baksteen met twee vakwerkvleugels op een sokkel van kolenzandsteen uit 1767. Het is het grootste bedrijfsgebouw van vakwerk, dat in Nederlands Limburg behouden is gebleven. Langs de open zijde van het complex loopt een droge gracht, die een ommuurde verhoging omgeeft, waarop in het begin van de 19e eeuw een bakhuis uit vakwerk is opgetrokken. Over de droge gracht ligt een boogbrug. Volgens de overlevering zou de hoeve teruggaan tot 1040, toen keizer Hendrik III zijn villa Apina - het landgoed Epen - aan zijn verwante Irmengarde schonk. Daarna was het goed eigendom van de heren van Wittem.
Ten zuiden van het Eperhuis ligt de boerderij Wolfskuil, Terzieterweg 3, met een gewitte straatgevel en vakwerk aan de binnenhof. Dan volgt de buurtschap Plaat, bestaande uit het l8e-eeuwse ensemble vakwerkhuizen Terzieterweg 6-10 en de 17e-eeuwse boerderij Plaatweg 2. Deze groep gebouwen behoorde vroeger tot het Eperhuis en was in gebruik bij landarbeiders, die op de herenboerderij werkten, maar daarnaast zelf ook een klein bedrijfje konden voeren.
Het gehucht Diependal is wellicht eveneens ontstaan uit woningen van landbewerkers, waarschijnlijk was dit de thans verdwenen hof Diependal, die de heer van Wittem in 1379 verwierf. Thans bestaat de bebouwing uit een paar schilderachtige groepen vakwerkhuizen en -schuren, voornamelijk uit de 18e eeuw, en enkele andere boerderijen.
Het landschap is uitzonderlijk ongerept en behoort tot de fraaiste van het Zuid-Limburgse Heuvelland, zowel door het uitzicht over het dal en de beboste heuvels met het Heimansreservaat, als door de afwisselende landschapselementen: tussen meidoornhagen besloten holle wegen, hoogstamboomgaarden tegen de helling en half tussen het groen schuilgaande witgeschilderde huizen. Om deze reden is de grens van het beschermde dorpsgezicht niet nauw om de bebouwde erven getrokken, maar zijn brede stroken langs de wegen als bindend element opgenomen.

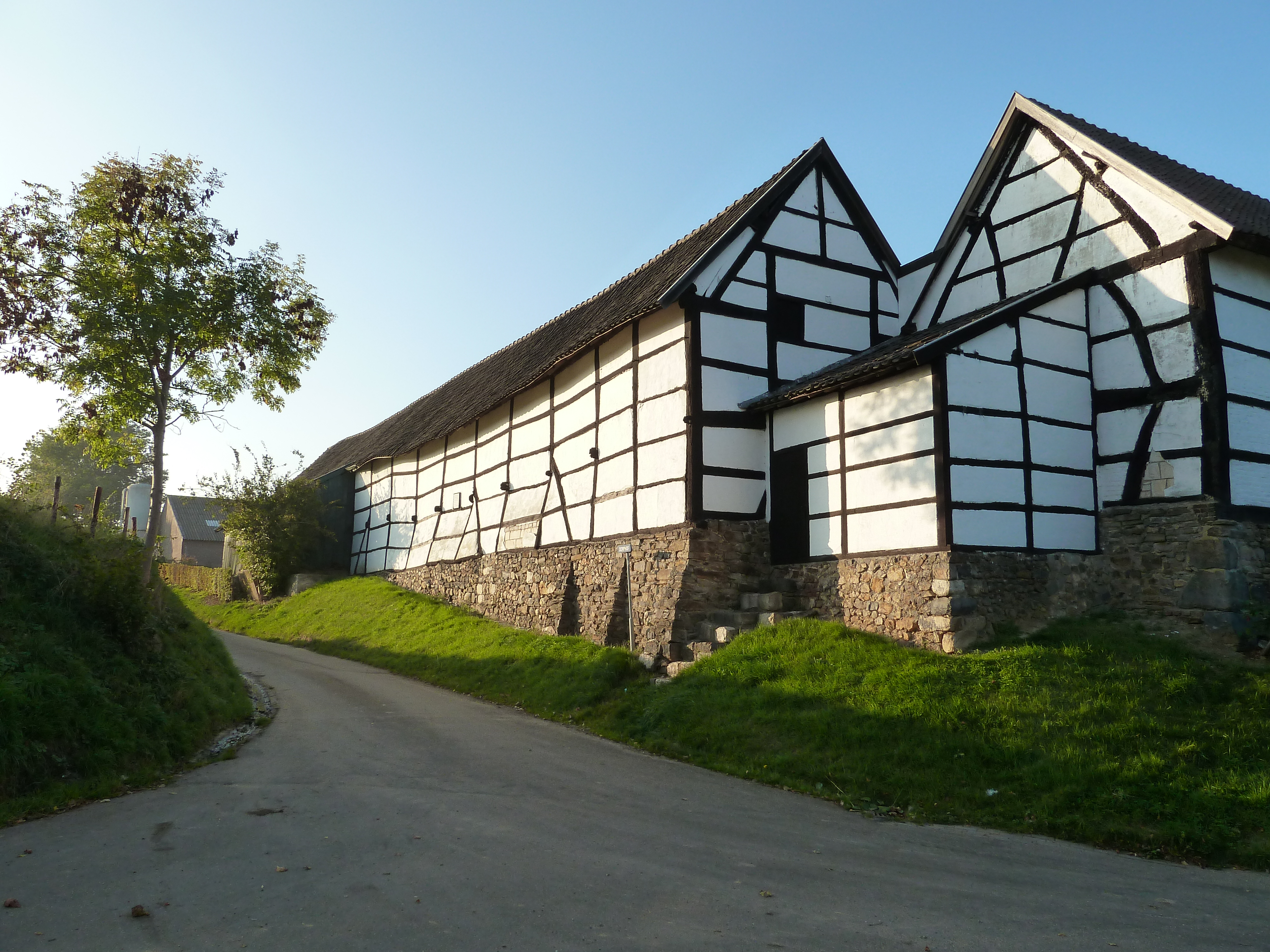
Eperhuis / Dorpshof
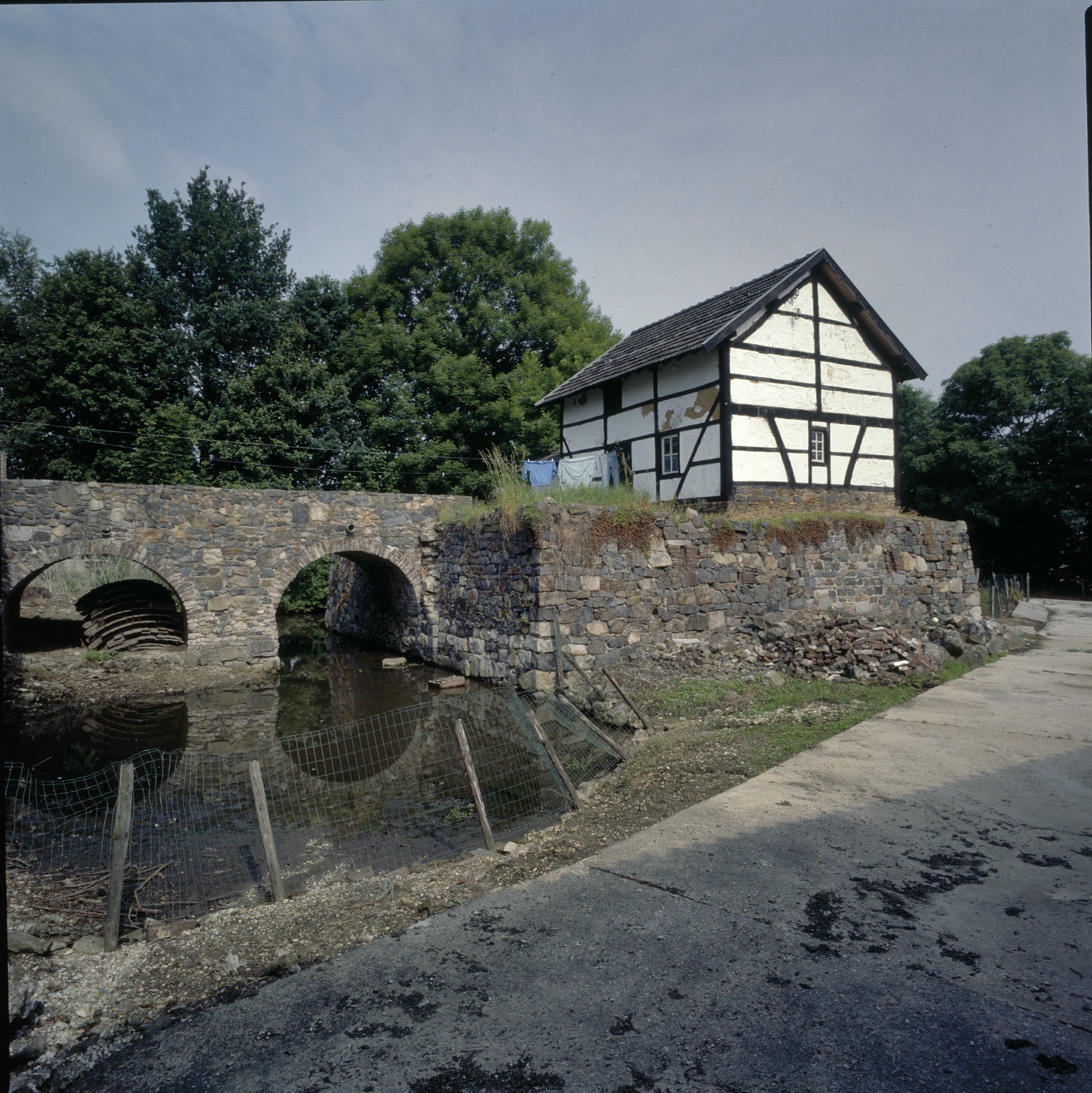
Eperhuis: brug en bakhuis
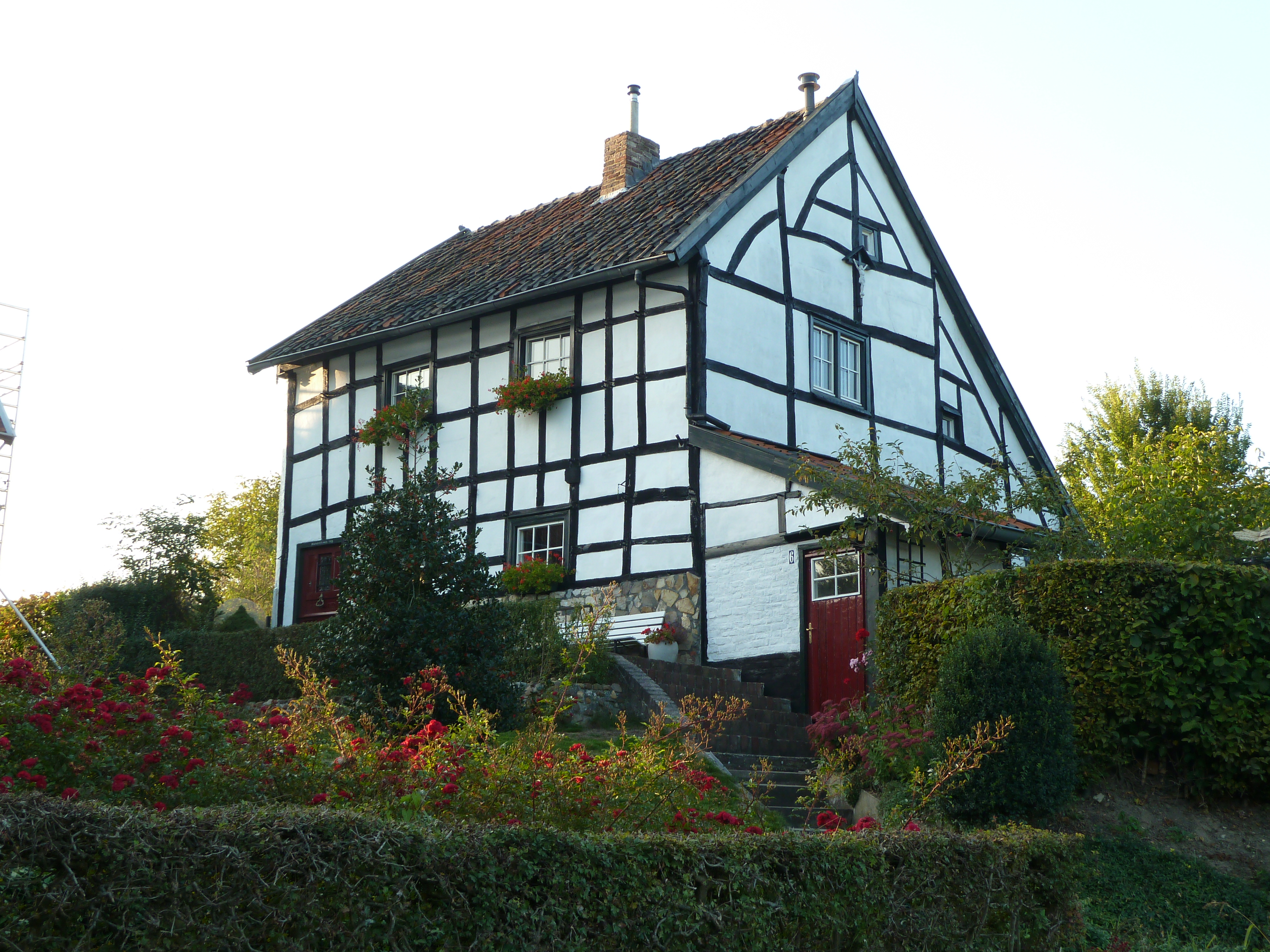
Plaat, Terzieterweg 6
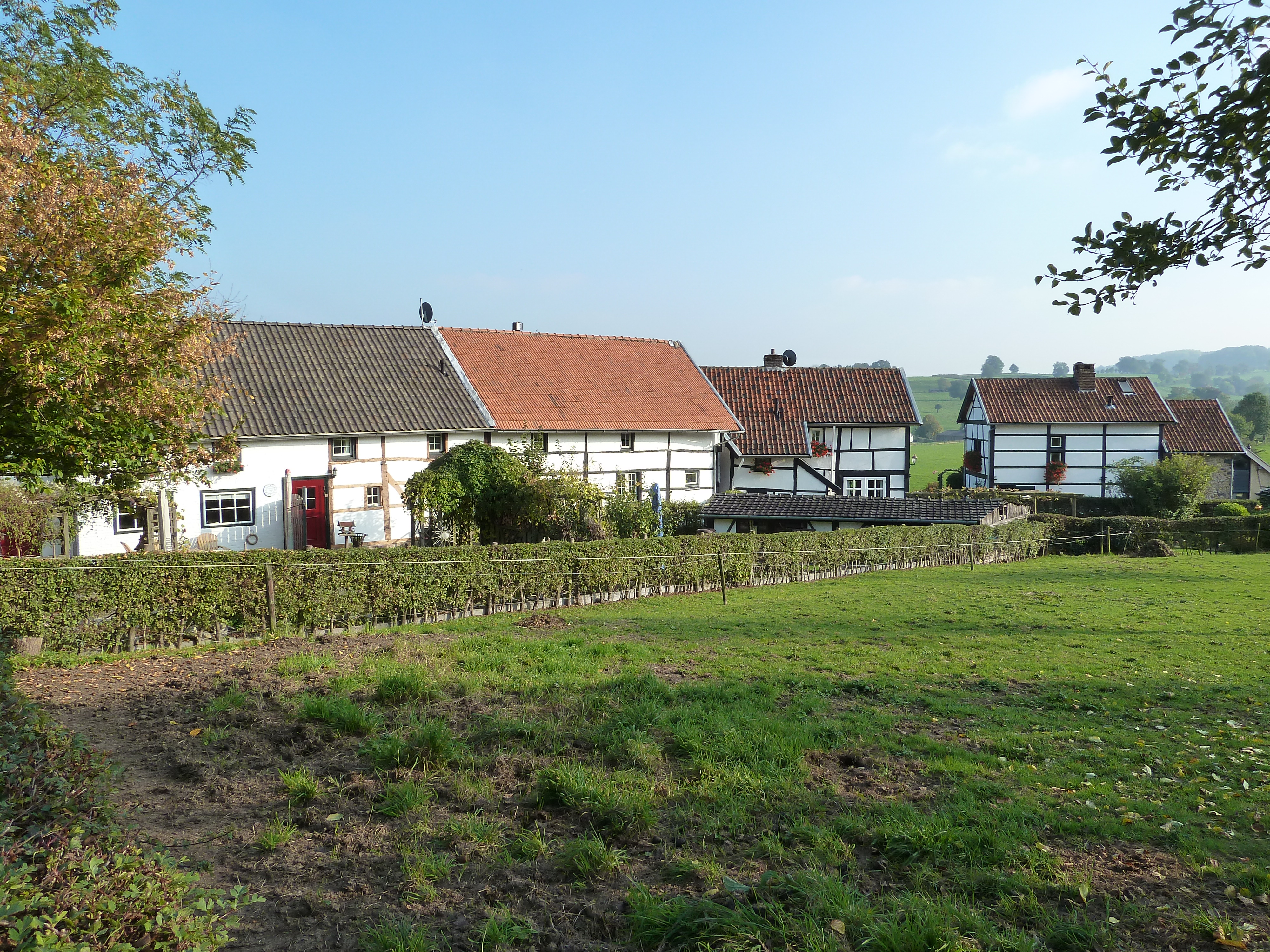
Diependalseweg 1-7

## Aanwijzing tot rijksbeschermd gezicht
De procedure voor aanwijzing werd gestart op 17 mei 1967. Het gebied werd op 29 augustus 1968 definitief aangewezen. Het beschermd gezicht beslaat een oppervlakte van 43,1 hectare.
Panden die binnen een beschermd gezicht vallen krijgen niet automatisch de status van beschermd monument. Wel zal de gemeente het bestemmingsplan aanpassen om nieuwe ontwikkelingen in het gebied te reguleren. De gezichtsbescherming richt zich op de stedenbouwkundige en cultuurhistorische waardering van een gebied en wil het toekomstig functioneren daarvan veiligstellen.
Het rijksbeschermd gezicht Plaat - Diependal is een van de vier beschermde dorpsgezichten in de gemeente Gulpen-Wittem.